# William C. Schmeisser Award
Der William C. Schmeisser Award ist eine Auszeichnung, die dem hervorragendsten Lacrosse-Spieler in der Verteidigung bei der NCAA verliehen wird.
Die Auszeichnung ist nach „Father Bill“ Schmeisser benannt, der Spieler und Trainer der Lacrossemannschaft an der Johns Hopkins University im frühen 20. Jahrhundert war.